# Lijst van afleveringen van State Coroner
Dit is een lijst met afleveringen van de Australische televisieserie State Coroner. De serie telde twee seizoenen. Een overzicht van alle afleveringen is hieronder te vinden.

## Seizoen 1
| Nr. | Titel aflevering         | Uitzenddatum VS   |
| --- | ------------------------ | ----------------- |
| 1   | Starting with a Bang     | 14 augustus 1997  |
| 2   | A Bit of Asthma          | 21 augustus 1997  |
| 3   | The Price of Success     | 28 augustus 1997  |
| 4   | Coming to Grief          | 4 september 1997  |
| 5   | Final Approach           | 11 september 1997 |
| 6   | Shortcut to Death        | 18 september 1997 |
| 7   | Partings                 | 25 september 1997 |
| 8   | A Question of Experience | 2 oktober 1997    |
| 9   | Truth and Circumstances  | 9 oktober 1997    |
| 10  | Conflict of Interest     | 16 oktober 1997   |
| 11  | Dance 'Till You Drop     | 23 oktober 1997   |
| 12  | 'Till Death Do Us Part   | 30 oktober 1997   |
| 13  | Blood Sport              | 6 november 1997   |
| 14  | Bitter Harvest           | 13 november 1997  |

## Seizoen 2
| Nr. | Titel aflevering      | Uitzenddatum VS   |
| --- | --------------------- | ----------------- |
| 1   | Days of Reckoning     | 24 augustus 1998  |
| 2   | Days of Reckoning II  | 24 augustus 1998  |
| 3   | Shaking the Tree      | 31 augustus 1998  |
| 4   | The Gift of Life      | 7 september 1998  |
| 5   | Sunday in the Country | 21 september 1998 |
| 6   | Body of Evidence      | 28 september 1998 |
| 7   | On Thin Ice           | 28 september 1998 |
| 8   | One Careless Moment   | 5 oktober 1998    |
| 9   | Three's a Crowd       | 26 oktober 1998   |
| 10  | Assumptions           | 2 november 1998   |
| 11  | Into the Fire         | 9 november 1998   |
| 12  | Flying Solo           | 16 november 1998  |
| 13  | Officers & Gentlemen  | 23 november 1998  |
| 14  | Watershed             | 23 november 1998  |